# 13583 Босре
13583 Босре (13583 Bosret) — астероїд головного поясу, відкритий 9 жовтня 1993 року.
Тіссеранів параметр щодо Юпітера — 3,350.